# Jean-Louis Faber
Pour les articles homonymes, voir Faber.
Jean-Louis Faber est un ancien arbitre guinéen de football des années 1960 et 1970. Il fut arbitre international dès 1962. Il est né le 22 décembre 1922 à Thia, Boffa en Guinée.

## Carrière
Il a officié dans une compétition majeure : 
- JO 1968 (1 match)